# Брейкбит-хардкор
Брейкбит-хардкор (англ. breakbeat hardcore) (также олдскул-хардкор и хардкор-рейв) — стиль электронной музыки, возникший в начале 1990-х годов на британских рейв-мероприятиях. Представляет собой смешанную форму эйсид-хауса, нью-бита и техно, при этом сочетая в себе быстрые ритмы прямой бочки и ломанных барабанных партий, зачастую взятых из хип-хопа. Обрёл популярность в начале 1990-х годов на рейв-мероприятиях Великобритании и Бельгии.